# Håltebyns brandfält
Håltebyns brandfält este o arie protejată (arie specială de conservare — SAC, sit de importanță comunitară — SCI) din Suedia întinsă pe o suprafață de 32,2 ha, integral pe uscat.

## Localizare
Centrul sitului Håltebyns brandfält este situat la coordonatele 59°34′57″N 12°05′16″E / 59.5824°N 12.0877°E.

## Înființare
Situl Håltebyns brandfält a fost declarat sit de importanță comunitară în iunie 2001 pentru a proteja un număr necunoscut de specii din flora spontană și fauna sălbatică aflate în arealul zonei. Situl a fost protejat și ca arie specială de conservare în martie 2011.

## Biodiversitate
Situată în ecoregiunea boreală, aria protejată conține 1 habitat natural: Taiga vestică.
La baza desemnării sitului se află un număr nedeclarat de specii protejate.